# Collix examplata
Collix examplata là một loài bướm đêm trong họ Geometridae.